# Sankadiokro
Sankadiokro est une localité de l'est de la Côte d'Ivoire et appartenant au département d'Abengourou, région d'Indénié-Djuablin. La localité de Sankadiokro est un chef-lieu de commune.

## Sports
La localité dispose d'un club de football, le ASA de Sankadiokro, qui évolue en Championnat de division régionale, équivalent d'une « 4e division » .